# Sport Clube União Torreense
Lo Sport Clube União Torreense, meglio noto come Torreense, è una società calcistica portoghese con sede nella città di Torres Vedras. In sei occasioni ha preso parte alla massima serie nazionale, la quale l'ultima presenza risale alle stagione 1991-1992. Attualmente milita in Segunda Liga.

## Organico

### Rosa 2024-2025
Rosa e numerazione sono aggiornate al 14 gennaio 2025.
| N. |                          | Ruolo | Calciatore     |
| -- | ------------------------ | ----- | -------------- |
| 1  | Brasile (bandiera)       | P     | Lucas Paes     |
| 2  | Capo Verde (bandiera)    | D     | Stopira        |
| 4  | Portogallo (bandiera)    | D     | Né Lopes       |
| 5  | Francia (bandiera)       | D     | Julien Lomboto |
| 6  | Portogallo (bandiera)    | C     | Rúben Pinto    |
| 7  | Portogallo (bandiera)    | C     | Miguel Rebelo  |
| 8  | Brasile (bandiera)       | C     | Léo Azevedo    |
| 9  | Danimarca (bandiera)     | A     | Tobias Thomsen |
| 10 | Portogallo (bandiera)    | C     | Boubacar Hanne |
| 11 | Spagna (bandiera)        | C     | Manu Pozo      |
| 13 | Portogallo (bandiera)    | C     | Tiago Matos    |
| 15 | Portogallo (bandiera)    | D     | Vasco Sousa    |
| 17 | Ghana (bandiera)         | C     | Yaw Moses      |
| 19 | Brasile (bandiera)       | A     | Talles Wander  |
| 20 | Portogallo (bandiera)    | C     | Pité           |
| 21 | Guinea-Bissau (bandiera) | C     | Vando Félix    |
| 22 | Brasile (bandiera)       | D     | Dani Bolt      |

| N. |                           | Ruolo | Calciatore             |
| -- | ------------------------- | ----- | ---------------------- |
| 23 | Spagna (bandiera)         | D     | Javi Vázquez           |
| 26 | Portogallo (bandiera)     | C     | André Simões           |
| 28 | Costa d'Avorio (bandiera) | D     | Elie                   |
| 30 | Colombia (bandiera)       | C     | Balanta Jr.            |
| 33 | Brasile (bandiera)        | D     | Venaque                |
| 36 | Brasile (bandiera)        | C     | Davi                   |
| 39 | Brasile (bandiera)        | P     | Leandro Matheus        |
| 44 | Danimarca (bandiera)      | P     | Silas Bjerre           |
| 46 | Camerun (bandiera)        | D     | Brian Agbor            |
| 72 | Portogallo (bandiera)     | D     | Vasco Oliveira         |
| 75 | Francia (bandiera)        | C     | Mathys Jean-Marie      |
| 77 | Brasile (bandiera)        | A     | Luccas Paraizo         |
| 90 | Capo Verde (bandiera)     | C     | David Costa            |
|    | Brasile (bandiera)        | P     | Thiago Silva           |
|    | Svezia (bandiera)         | C     | Johan Bengtsson        |
|    | Francia (bandiera)        | C     | Aboubacar Ali Abdallah |

## Palmarès

### Competizioni nazionali
- Segunda Divisão: 1

1954-1955
- Terceira Liga: 1

2021-2022

### Altri piazzamenti
- LigaPro:

Terzo posto: 1990-1991
- Taça Ribeiro dos Reis:

Finalista: 1962-1963